# Limnophila (Limnophila) japonica
Limnophila (Limnophila) japonica is een tweevleugelige uit de familie steltmuggen (Limoniidae). De soort komt voor in het Palearctisch gebied.